# Израильско-словенские отношения
Израильско-словенские отношения — двусторонние дипломатические отношения между Израилем и Словенией. Отношения были установлены 28 апреля 1992 года.

## История отношений
Отношения между Израилем и Словенией были установлены вскоре после распада Югославии 28 апреля 1992 года.
В октябре 2023 года Словения активно отправляла гуманитарную помощь в Газу, одновременно осуждая терроризм и нападения ХАМАС. 
Однако, наряду с Ирландией, Мальтой и Испанией, Словения согласилась предпринять первые шаги по признанию палестинского государства, как объявил премьер-министр Испании Педро Санчес в конце марта.

## Дипломатические миссии
Израиль акредитирован в Словении посольством в Вене, Австрия, и имеет консульство в Любляне.
У Словении есть посольство в Тель-Авиве.